# Детское общественное объединение
Де́тское обще́ственное объедине́ние — добровольное, самоуправляемое, некоммерческое формирование, созданное по инициативе граждан, объединившихся на основе общности интересов для реализации общих целей, указанных в уставе, основными участниками которого являются граждане, достигшие 8 лет.
Деятельность детских общественных объединений как составная часть социального движения, представляющая совместные действия детей и взрослых, объединившихся с целью накопления социального опыта, формирования ценностных ориентаций и самореализации многими исследователями признается как детское движение.
Деятельность детских общественных объединений гарантируется Конституцией Российской Федерации, Конвенцией о правах ребёнка, федеральным законом от 19 мая 1995 г. № 82-ФЗ «Об общественных объединениях», федеральным законом от 28 июня 1995 г. N 98-ФЗ «О государственной поддержке молодёжных и детских общественных объединений» (с изменениями и дополнениями от 21 марта 2002 г., 29 июня, 22 августа 2004 г., 1 июля 2011 г., 5 апреля 2013 г., 28 декабря 2016 г.).
Федеральный реестр молодёжных и детских общественных объединений, пользующихся государственной поддержкой, опубликован на официальном сайте оператора реестра Федерального агентства по делам молодежи (Росмолодежь).
Включение организации в реестр можно осуществить на официальном портале государственных услуг Российской Федерации, в соответствующем разделе «Формирование и ведение Федерального реестра молодёжных и детских общественных объединений, пользующихся государственной поддержкой».
Следует различать по своей природе и предназначению детское общественное объединение и объединение детей (учащихся) по интересам в системе дополнительного образовании детей.

## Юридические основы деятельности детских объединений в Российской Федерации

### Гарантии для объединений
Все детские общественные объединения осуществляют свою деятельность в соответствии с законодательством РФ об общественных объединениях. Возможно фиксированное членство в объединении и регистрация в органах юстиции, в этом случае данное объединение называется детской общественной организацией. Существуют и иные виды детских общественных объединений: движение, ассоциация, союз и т. д.
Объединение может быть зарегистрировано в установленном порядке в органах юстиции и иных государственных органах исполнительной власти, регистрирующих общественные объединения, иметь свою печать, расчётный счет в кредитном учреждении и иметь иные права юридического лица. Возможна деятельность без регистрации, но в этом случае у неё не наступает прав юридического лица.
Детское объединение может быть: общероссийским, межрегиональным, региональным, по месту жительства детей, создано в образовательном учреждении и т. д.
Государство обеспечивает соблюдение прав и законных интересов детских общественных объединений и гарантирует условия для выполнения ими уставных задач. Им оказывается материальная и финансовая поддержка. Детским организациям предоставляется право пользования на договорной основе помещениями школ, учреждений дополнительного образования детей, клубов, дворцов и домов культуры, спортивных и иных сооружений бесплатно или на льготных условиях, в каникулярное время организуются профильные смены юных активистов детских организаций в загородных оздоровительных лагерях.
Создание детского общественного объединения
Порядок создания регламентируется федеральным законодательством, в соответствии с которым детское объединение может состоять из детей, либо из детей и взрослых. В соответствии со ст. 19 Федерального закона от 19 мая 1995 г. № 82-ФЗ «Об общественных объединениях» учредителями общественных объединений объединений могут быть граждане, достигшие 18 лет, либо юридическое лицо (органы управления образованием или иные органы исполнительной власти учредителями быть не могут).
Членами и участниками детских общественных объединений могут быть граждане, достигшие 8 лет. В то же время в соответствии со ст. 15 Конвенцией о правах ребёнка (Нью-Йорк, 20 ноября 1989 г.) у ребёнка есть право на свободу ассоциации и свободу мирных собраний. Конвенция не указывает минимальный возраст, с которого дети наделяются таким правом.
В соответствии со ст. 6 В соответствии со ст. 9 Федерального закона от 24 июля 1998 г. N 124-ФЗ «Об основных гарантиях прав ребёнка в Российской Федерации» (с изменениями от 20 июля 2000 г.) при осуществлении деятельности в области образования и воспитания ребёнка в семье, образовательном учреждении, специальном учебно-воспитательном учреждении или ином оказывающем соответствующие услуги учреждении не могут ущемляться права ребёнка.

### Детские общественные объединения иобразовательные учреждения
В соответствии с принципами государственной политики в интересах детей администрация образовательных учреждений не вправе препятствовать созданию по инициативе обучающихся, воспитанников в возрасте старше 8 лет общественных объединений (организаций) обучающихся, воспитанников, за исключением детских общественных объединений (организаций), учреждаемых либо создаваемых политическими партиями, детских религиозных организаций.

## История зарождения и становления детского движения в мире
Первая детская организация в возникла в 1907 году в Англии Робертом Стивенсон Смит Баден-Пауэллом. Следом возникли массовые христианские организации, объединения для девушек, для учащихся образовательных учреждений.
В годы гитлеризма в Германии была создана в целях воспитания юных нацистов организация гитлерюгенда.
После 1945 года стали возникать коммунистические детские организация в странах Восточной Европы, Азии, на Кубе по образу советских юных пионеров. Особенностью развития детского движения за рубежом в демократических странах стало относительно независимое положение детских объединений от государственных структур. На уровне государства во многих странах Европы оказывается помощь национальным организациям в виде субсидий. При этом не происходило и не происходит никакого вмешательства в содержание деятельности этих структур.

## Детское движение в России в XX веке
В России первые организации для детей и юношества появились в начале XX века в Москве: создавались ученические организации, «Майские союзы» (движение по защите животных и птиц), «Артели тружениц», товарищества, летние площадки. Но первым массовым детским движением в России стало движение скаутов.
Первые скаутские организации в Российской империи возникли в 1909 году. 30 апреля 1909 года капитан О. И. Пантюхов организовал в Царском Селе под Санкт-Петербургом первый патруль русских скаутов из 7 мальчиков. В Москве в 1910 году штаб-ротмистр Александровского юнкерского военного училища Григорий Алексеевич Захарченко основал «Московскую дружину юных разведчиков». Его перу принадлежит первое пособие по российскому скаутизму «Юный разведчик». Пантюхов и Захарченко, заинтересовавшись своеобразной Организацией скаутов, в 1910 году посетили Англию. Возвратившись оттуда, они принялись за организацию отрядов в Москве и в Царском Селе.
В 1911 году в Петербурге при Первой Санкт-Петербургской гимназии, возникает «легион юных разведчиков», организованный В. Г. Янчевецким. Тогда же команда юных разведчиков, организованная О. И Пантюховым и О. Д. Петровым, реорганизуется в первый Петроградский отряд юных разведчиков при «Обществе содействия мальчикам-разведчикам» — «Русский скаут». Во главе этого общества, возникшего в августе 1914 года, становится вице-адмирал И. Ф. Бострем, как председатель общества, и О. И. Пантюхов, как его вице-председатель. Вслед за Санкт-Петербургом и Москвой скаутские отряды стали возникать в Саратове, Астрахани, Батуми, Перми, Ставрополе, Одессе, Киеве. В 1915 году в Киеве был создан первый в России отряд юных разведчиц (гёрл-скаутов). Затем организации девочек-разведчиц возникли в Петрограде, а в 1916 году и в Москве. К Октябрьской революции 1917 года в 143 городах России насчитывалось 50 тыс. скаутов.
По идеологии лидеры русского скаутизма могут быть разделены на два «крыла»: монархическое и демократическое. Идеологом демократического крыла был скульптор И. Н. Жуков, который утверждал, что скаут «не военный разведчик, а … „пионер культуры“, „разведчик всего хорошего“, маленький друг всего мира…».
После 1917 года скаутское движение стало рассматриваться как враждебное Советской власти, хотя пионерское движение многое переняло от скаутинга. В 1922 году скаутинг в Советской России был запрещён. Несмотря на запрет скауты продолжали действовать. Так, в мае 1923 года у села Всехсвятское под Москвой прошёл последний скаутский слёт. Участники слёта шли в форме и со знамёнами. Слёт был разогнан, а организаторы его — арестованы. В апреле 1926 года ОГПУ произвело массовые аресты скаутов и скаутское движение в России было окончательно разгромлено.
Что интересно, именно в год запрета скаутинга в России зарождается Пионерское движение, в Москве появляются первые отряды юных пионеров. В мае зажёгся первый пионерский костёр в Сокольниках. На II Всероссийской конференции РКСМ (1922) был одобрен опыт детского движения Москвы и было предложено распространить его на всю Советскую Россию с учётом опыта скаутинга. Так возникла пионерская организация, носившая до 1924 года имя Спартака. Были утверждены первые документы: Торжественное обещание, Законы, Основные элементы, Программа, Временный устав организации детских групп «Юные пионеры имени Спартака».
В 1924 году она была переименована во Всесоюзную пионерскую организацию имени В. И. Ленина. Первый Всесоюзный слёт пионеров состоялся в 1929 году в Москве. Первые отряды детской коммунистической организации формировались на предприятиях либо по месту жительства пионеров. Лишь в 1934 году дружины пионеров были переведены в школы, для работы с ними была введена педагогическая должность старшего вожатого-руководителя пионерской дружины.
Особняком, по мнению некоторых исследователей (Грибанов В. В., Теплов Э. П.), стоит в развитии детского движения в России так называемое «Тимуровское движение», в чём-то предтеча неформальному движению подростков. Движение приобрело настолько широкий характер, что комсомольским организациям приходилось задумываться, как сделать, чтобы это движение органически вливалось в работу пионерской организации.
Во время Великой Отечественной войны пионерская организация активно помогала борьбе с захватчиками в тылу и на фронте. Так в 1942 году пионеры Москвы передали представителям Красной Армии танковую колонну «Московский пионер» (18 танков), построенную на заработанные пионерами Москвы деньги (5 млн руб.). Известны имена пионеров-героев, удостоенных звания Героев Советского Союза за подвиги в Великой Отечественной войне: Лёня Голиков, Валя Котик, Марат Казей, Зина Портнова.
После войны пионерская организация организационно всё более и более подпадало под зависимость руководителей органов народного просвещения и администрации образовательных учреждений, одновременно превращаясь в бюрократизированную и формализованную организацию, втискивалась в жёсткие рамки идеологических парадигм правящей партии. Несмотря на всё это пионерское движение тем не менее оставалась для многих школьников школой социализации, прививая детям умение жить и трудиться в коллективе, давая первые навыки управления, обеспечивая условия для общения сверстников по интересам и способствуя формированию романтических идеалов.
В конце 1980-х и в 1990-х годов получили развитие следующие тенденции:
- развитие вариативности в детском движении (коммунары, скауты). В ноябре 1990 года в Институте молодёжи был проведён учредительный съезд Ассоциации возрождения российского скаутинга, в котором приняли участие 65 делегатов из разных городов России, а также Украины и Молдовы[9];
- демократизация и обогащение деятельности пионерской организации, создание перспективных и содержательных новых программ, форм и видов деятельности, проведение на демократической основе слёта Всесоюзной пионерской организации в Артеке (сентябрь 1990 года), создание программы обновления пионерской организации;
- создание национальных детских организаций в Прибалтике и на Украине, ознаменовавших собой начало распада единой Всесоюзной пионерской организации;
- начало процесса деполитизации пионерской организации, придание её деятельности гуманистического характера, обращение не к интересам партии и государства, как главной цели, а к интересам личностей членов организации[10].

## Современное состояние детских объединений в стране
После 1991 года число детских организаций выросло в сотни раз. Но общая численность детей, участников и членов общественных объединений сократилось многократно. По разным оценкам сегодня лишь от 5 до 10 процентов детей школьного возраста являются членами или участниками детских объединений.
Важную роль в сохранении детского движения сыграли ряд документов тогдашнего Министерства образования России. В 1993 году Министерство образования России на коллегии «О поддержке детских общественных организаций в Российской Федерации» определило стратегию своей деятельности применительно к взаимодействию органов управления образованием и образовательных учреждений с детскими организациями, где были узаконены договорные (партнёрские) отношения с детскими объединениями.
Это было весьма важно, так как после распада единой детской организации общественные объединения лишились и материальной базы для своей работы и кадров, и возможности проведения своих мероприятий.
Спустя 8 лет на другом заседании коллегии Министерства «Об опыте взаимодействия органов управления образованием и детских общественных объединений» вновь был рассмотрен вопрос о развитии и поддержке детских объединений.
В числе мер, решаемых с системой образования в последние десятилетие были следующие:
- Выделение в штате общеобразовательного учреждения или учреждения дополнительного образования детей ставки для куратора детских объединений (педагог-организатор, старший вожатый и др.);
- создание надлежащих материально-технических условий для работы детского общественного объединения: (выделены помещения для работы во внеурочное время; предоставлена оргтехника, телефонная связь и т. п.);
- создание условий для проведения занятий по интересам в рамках детского общественного объединения, а также мероприятий самого объединения (сборов, встреч актива и т. д.);
- проведение совместных акций, проектов в плане учебно-воспитательной работы образовательных учреждений;
- создание и развитие методической службы по оказанию помощи активу детских общественных объединений и педагогам, работающим с ними;
- проведение совместных с детскими общественными объединениями фестивалей, смотров-конкурсов, оздоровительных лагерей для учащихся в каникулярное время на базе стационарных загородных оздоровительных лагерей, учреждений дополнительного образования детей.

### Крупнейшие детские общественные объединения России
- СПО-ФДО «Союз пионерских организаций — Федерация детских организаций», созданный в 1990 году, являющийся правопреемником Пионерского движения. По данным на середину 2007 года членами организаций, входящих в СПО-ФДО входило более 4,5 млн чел.
- Общероссийская общественная организация «Детские и молодёжные социальные инициативы (ДИМСИ)». Создана в 1995 году. Основатель и Президент «ДИМСИ» (до 2013 года) доктор педагогических наук С. В. Тетерский.
- Общероссийская детская общественная организация "Малая академия наук «Интеллект будущего». Создана в 1995 году. Имеет отделения в 57 субъектах РФ. Количество участников образовательных проектов, реализуемых МАН — более 100 тысяч в год.
- Скаутское движение. Возродившееся на рубеже 90-х годов скаутское движение, представленное общероссийской общественной организацией «Национальная организация скаутского движения России» (НОСД), созданной в 1993 году, общероссийской общественной организацией «Организация Российских Юных Разведчиков» (ОРЮР) (основана за рубежом в 1947 году, в России в 1990 году, юридически зарегистрирована в 1998 году), межрегиональной общественной детской и молодёжной организацией «Русский Союз Скаутов» (дата создания 1993 год) и детской межрегиональной общественной организацией «Ассоциация девочек-скаутов» (АДС), созданной в 1999 году. Численность перечисленных скаутских организацией составляет более 10 тысяч человек из 58 субъектов Российской Федерации.
- Российское движение школьников (с 2015 г.). 29 октября 2015 года Президентом Российской Федерации подписан указ № 536 "О создании Общероссийской общественно-государственной детско-юношеской организации «Российское движение школьников»[11].
- Российское Движение Детей и Молодёжи (с 2022 г.)
- Юнармия (с 2016 г.).
- Ростовская региональная детско-молодёжная общественная организация «Содружество детей и молодёжи Дона», правопреемник Донского пионерского движения. По данным на май 2017 года членами организации являются 56 структурных подразделений из городов и районов Ростовской области, общая численность — 85 тысяч человек. Председатель — Соловьёва Галина Васильевна, член Общественной палаты Ростовской области, учредитель Российского движения школьников, кандидат педагогических наук, почетный работник сферы молодёжной политики Российской Федерации.
- Союз детских организаций Томской области «Чудо».
- Ульяновский клуб интернациональной дружбы (ULCIF). Создан в 2010 году с целью просветительской деятельности в поддержку идей мира и Дружбы между народами. В состав регионального клуба входит 64 школьных объединения со всей области. На 2019 год клуб имеет друзей по переписке в 47 странах мира и реализует международные культурно-образовательные проекты. Руководитель — Савельева Любовь Александровна.

### Особенности развития современного детского движения
Важной характеристикой современного общественного движения является его неравномерное распределение по стране. Большая часть детских объединений сосредоточена в крупных городах — Москве, Санкт-Петербурге, Новосибирске, Томске, Омске, Ростове-на-Дону, Екатеринбурге, Волгограде, Саратове, в некоторых других крупных экономических центрах, в столицах республик, входящих в состав Российской Федерации.
В последние годы в ряде субъектов Российской Федерации произошло организационное становление межрегиональных общественных объединений, в частности, «Пионерское содружество», организация детей-инвалидов «Аленький цветочек».
Площадкой для формирования детских общественных объединений являются образовательные учреждения, прежде всего — учреждения дополнительного образования детей, клубы по месту жительства, центры и учреждения для молодёжи и т. д.
Объединяющим началом для детского и молодёжного движения России стало создание в 1992 году ассоциации общественных объединений «Национальный совет молодёжных и детских объединений России», определяющей основной целью деятельности координацию молодёжных и детских организаций России для защиты и реализации их интересов, прав молодёжи и детей. В Национальный Совет входят 72 коллективных члена.
Новым импульсом развития детского движения в России стал принятие Правительством Российской Федерации в декабре 2006 года Стратегии государственной молодёжной политики в Российской Федерации. В этом документе, рассчитанном на реализацию проектов до 2015 года значительное место отводится деятельности детских объединений и всемерная их поддержка. В настоящее время Минобрнауки России готовятся предложения по финансовой и организационной поддержке этих объединений в новых условиях.

## Научно-методическое обеспечение детского движения в России
В настоящее время существует Ассоциация исследователей детского движения в России (президент до 2014 г. — Людмила Швецова), проводящая регулярно научно-практические конференции по истории детского движения, теории и практики развития детских общественных объединений. В 2003 году прошла крупнейшая за последние годы научно-практическая конференция по детскому движению и взаимодействию с органами управления образованием и молодёжной политики в г. Челябинске.
Негласной столицей исследователей детского движения в России является сегодня город Кострома, где на базе бывшего «Пионерфака» (КГПИ имени Н. А. Некрасова, ныне Костромской государственный университет имени Н. А. Некрасова) до сих пор проводятся мероприятия, посвящённые развитию детского движения в России и истории детских организаций.
Выходит методический журнал «Вожатый века», сборники программ детских общественных объединений, созданы ряд сайтов. Лучшие вожатые России участвуют во Всероссийском конкурсе педагогов дополнительного образования детей «Сердце отдаю детям». Наиболее значимые научные и научно-методические работы приведены в разделе «Литература».

## Детские организации в кино и литературе
Кинофильмы:
- «Кортик» (1954)
- «Отряд Трубачёва сражается» (1957)
- «Бей, барабан!» (1962)
- «Республика ШКИД» (1966)
- «Кортик» (1973)
- «Бронзовая птица» (1974)
- «Скауты» (1988, США)

Литературные произведения:
- Леонид Пантелеев, Григорий Белых. «Республика ШКИД»
- Анатолий Рыбаков. «Бронзовая птица», «Кортик»